# One Voice Children's Choir
One Voice Children's Choir (znany również jako OVCC) – amerykański chór dziecięcy z Utah, założony przez Masę Fukudę i grupę dzieci w 2001 roku. Chór został powołany po tym, jak Fukuda skomponował piosenkę "It Just Takes Love" na Zimowe Igrzyska Olimpijskie 2002 w Salt Lake City. Po zakończeniu igrzysk, 25 dzieci chciało kontynuować śpiewanie razem, co doprowadziło do powstania choru jako organizacji pozarządowej. Obecnie ma około 180 członków w wieku od 5 do 18 lat.

## Repertuar
Chór wykonuje szeroki wachlarz muzyki, w tym pop, gospel, klasyczny, broadway i patriotyczny. W 2003 roku chór wykonał piosenkę bożonarodzeniową "Innocence of Youth" i zdobył John Lennon International Music Award po występie w konkursie dla Yoko Ono. W 2014 roku chór zdobył na ogół rozgłos dzięki swojej interpretacji piosenki "Let It Go" z filmu Kraina lodu, wykonanej wspólnie z Alexem Boyé, która zdobyła milion widzów w ciągu jednego dnia.

## Udział w mediach
Chór wystąpił w dziewiątej edycji programu America’s Got Talent w 2014 roku, dochodząc do półfinałów.